# Географическо-статистический словарь Российской империи
Географическо-статистический словарь Российской империи (рус. дореф. Географическо-статистическій словарь Россійской Имперіи) — пятитомный географическо-статистический словарь, издававшийся с 1863 по 1885 год русским географом и путешественником Петром Петровичем Семёновым-Тян-Шанским. В словаре тщательно собраны все имевшиеся тогда сведения о российских реках, озёрах, морях, горных хребтах, населённых пунктах, губерниях, уездах.
«Наша слава есть слава русской земли», — с гордостью говорил автор о трудах и подвигах русских исследователей.
Словарь издавался в Санкт-Петербурге в типографии «В. Безобразов и Компания».

## Содержание томов
| Том | Название                            | Год издания | Кол-во стр. |
| --- | ----------------------------------- | ----------- | ----------- |
| 1   | Аа — Гямъ-Маликъ                    | 1863        | 727         |
| 2   | Дабанъ — Кяхтинское градоначальство | 1865        | 898         |
| 3   | Лаарсъ — Оять                       | 1867        | 743         |
| 4   | Павастерортъ — Сятра-Касы           | 1873        | 873         |
| 5   | Таарджалъ — Яя                      | 1885        | 1003        |

## Издания
30 сентября 2015 года полное собрание словаря (в 5 томах) было продано на аукционе антикварного дома «Кабинетъ» за 250 000 рублей.